# 팔각산로
 팔각산로(Palgaksan-ro)는 경상북도 청송군 주왕산면 내룡사거리에서 영덕군 지품면 신양삼거리까지 이어주는 도로이다.

## 주요 경유지
경상북도
- 청송군 (주왕산면) - 영덕군 (달산면 - 지품면)

## 노선
| 이름       | 접속 노선                   | 소재지 | 소재지   | 비고 |
| ---------- | --------------------------- | ------ | -------- | ---- |
| 내룡사거리 | 지방도 제930호선 (얼음골로) | 청송군 | 주왕산면 |      |
| 한소밭교   |                             | 청송군 | 주왕산면 |      |
| 원구리재   |                             | 청송군 | 주왕산면 |      |
| 향리1교    |                             | 청송군 | 주왕산면 |      |
| 향리2교    |                             | 청송군 | 주왕산면 |      |
| (신)옥산교 |                             | 영덕군 | 달산면   |      |
| 장사삼거리 | 지방도 제930호선 (산정로)   | 영덕군 | 달산면   |      |
| 흥기교     |                             | 영덕군 | 달산면   |      |
| 모고재     |                             | 영덕군 | 달산면   |      |
| 대지삼거리 | 지방도 제914호선 (주왕산로) | 영덕군 | 달산면   |      |
| 대지교     |                             | 영덕군 | 지품면   |      |
| 신양교     |                             | 영덕군 | 지품면   |      |
| 신양삼거리 | 국도 제34호선 (경동로)      | 영덕군 | 지품면   |      |